# A 15 anni sei troppo vecchio
A 15 anni sei troppo vecchio (The Underdog) è il primo romanzo della trilogia dello scrittore australiano Markus Zusak, A questo libro, pubblicato negli Stati Uniti nel 2011, seguiranno nello stesso anno Fighting Ruben Wolfe e When Dogs Cry. È stato pubblicato per la prima volta in italiano da Frassinelli il 10 ottobre 2017.

## Trama
Il testo racconta di Cameron e Ruben Wolfe, due fratelli che trascorrono la maggior parte del loro tempo giocando a pugilato con una mano (hanno solo un paio di guanti) e cercando di spillar soldi ai dentisti locali. In questo romanzo il protagonista è Cameron: vorrebbe innamorarsi di una ragazza - una ragazza vera, non come quelle delle riviste di moda, vestite solo di lingerie. Tuttavia la cosa non è facile perché Cameron si crede un perdente.